# تشوانغ شو-تشي
تشوانغ شو تشي (بالصينية: 莊淑旂) (26 تشرين الثاني/ نوفمبر 1920 – 4 شباط/ فبراير 2015)، كانت أول أنثى مرخصة لمزاولة الطب التقليدي الصيني في تايوان.

## بداية حياتها وتدريبها
ولدت تشوانغ شو تشي في 26 تشرين الثاني/ نوفمبر من عام 1920 في مدينة تايبي، وكانت الابنة البيولوجية الوحيدة لوالديها بسبب إجهاض والدتها لحمل لاحق؛ الأمر الذي أدى إلى حدوث نقص خصوبة طويل الأمد. تبنت العائلة لاحقًا طفلين تابعا مسيرة والدهما في العمل بالطب التقليدي الصيني في صيدلية كوانغوتانغ  التي تعود بتاريخها إلى حقبة عائلة تشينغ.
بدأت تشوانغ في دراسة هذا المجال سرًا في عمر العاشرة، توفي مساعد والدها في الثانية عشرة من عمرها، وعندها أصبحت تشوانغ وشقيقيها بالتبني يعملان خلال الليل لإعداد مكونات الأدوية اللازمة في النهار التالي كل يوم، تركت تشوانغ المدرسة وبدأ والدها بتعليمها وتدريبها، تحدثت تشوانغ لاحقًا عن هذه التجربة وقالت: «لم أكن خارقة الجمال، لكن الكثيرين آمنوا بأنهم إذا أخذوا دواء مُعدًا من قبل فتاة غير متزوجة فإن أعراضهم سوف تتحسن بسرعة، حتى إن بعض الأشخاص عادوا إلي ليقدموا ظروفاً حمراء وهدايا بعد أن تحسنت أحوالهم، انتشرت بسرعة أخبار ابنة الطبيب التي تساعد في تحضير الأدوية». عالجت تشوانغ في عمر الرابعة عشر ابن أخيها المصاب بالتهاب رئة شديد رفض طبيب الأطفال معالجته.
دخلت تشوانغ في زواج مدبر مع تشين يو لي في عمر الثامنة عشر، وذلك لمنع سبيها من قبل الجيش الياباني، توفي والدها نتيجة سرطان الكولون عندما كانت في عمر التاسعة عشر لتغلق بعد ذلك عيادته. توفي زوج تشوانغ في عام 1945 بسرطان الرئة تاركًا لها مهمة تربية الأطفال وجدت تشوانغ بعد ذلك عملًا في تنظيف الملابس، وتابعت دراسة الطب التقليدي الصيني في أوقات فراغها.

## الحياة المهنية بعد الترخيص
أخبرها أحد الأصدقاء في عام 1950 أن الحكومة تجري امتحانات الترخيص لمزاولي مهنة الطب التقليدي الصيني، سلمت تشوانغ ملفها في وقت متأخر لكنهم سمحوا لها بالتقدم إلى الامتحان، نجحت في 4 من الأقسام الخمسة للامتحان بنتيجة كاملة، لكنها رسبت في القسم الذي يغطي دستور الجمهورية الصينية. استُبدِل هذا القسم بامتحان شفهي، وأصبحت تشوانغ أحد الناجحين في هذا الامتحان برفقة شخص آخر يعود بأصله إلى الأراضي الصينية.
تلقت تشوانغ ترخيصها في السابع عشر من كانون الثاني/ يناير من عام 1951 لتصبح أولى سيدة تحصل على رخصة الطب التقليدي الصيني، أعادت افتتاح عيادة والدها بمساعدة شقيقيها.
بعد أن كانت معروفة باسم «تشي القصيرة» في طفولتها، (2) أصبح اسمها الجديد «السيدة الطبيبة»، وعندما افتتحت مركز تشينغتشنغ الشعاعي أصبح هذا المركز ثاني مؤسسة طبية في تايوان تمتلك إمكانية التصوير الشعاعي بعد مشفى جامعة تايوان الوطني.
حصلت تشوانغ على ترخيص شراء عشبة الملاك الصينية من مكتب تايوان لشؤون ملكية التبغ والنبيذ، تحدى هذا الاتفاق معوقات الاستيراد المنصوص عليها في قانون الحركة الوطنية العامة الذي أقر تحت حكم القوانين العرفية، ولهذا السبب اعتقلتها الشرطة العسكرية وحوكمت في المحكمة العسكرية عام 1953. قدمت تشوانغ وثائق من مكتب تايوان لشؤون ملكية التبغ والنبيذ كأدلة، لتحكم عليها المحكمة العسكرية بالسجن لمدة 3 سنوات.
أدى هذا الحكم إلى إثارة غضب تشوانغ ما سبب لها قرحة، الأمر الذي سمح لها بدفع كفالة وإطلاق سراحها بشكل مشروط لتتلقى العلاج، لكن مسؤول المحكمة العسكرية ابتزها مرارًا مهددًا إياها بتثبيت حكم السجن. ساعدها والد زوجة تشيانغ وي كوو (ابن رئيس تايوان بالتبني في ذلك الوقت) في الحصول على ترخيص سفر لعلاج القرحة في اليابان، وهكذا غادرت تايوان مصطحبة ًابنتها الكبرى في الثاني عشر من أيار/ مايو من عام 1954.

## الحياة المهنية اللاحقة في اليابان والعودة إلى تايوان
لم تكن تشوانغ تتحدث اللغة اليابانية عند وصولها إلى اليابان، بدأت بالعمل بعد ذلك بوقت قصير في جامعة كيو كباحثة علمية، وبدعم من الطبيب الأول في تايوان تو تسونغ مينغ، تابعت دراستها كطالبة دراسات عليا. درست تشوانغ بين عامي 1956 و1961 علاجات السرطان والوقاية منه في جامعة كيو تحت إشراف إيب كاتسوما وعميد كلية الطب تاداجيرو نيشينو، كتبت رسالة دكتوراه بعنوان: «تخفيف المعاناة لدى مرضى المراحل الأخيرة من السرطان»، ونشرت كتابها الأول حول اتباع أسلوب حياة وحمية غذائية للحفاظ على الشباب باللغة اليابانية. افتتحت تشوانغ عيادة طبية في اليابان، وفي عام 1978 أصبحت هذه العيادة معروفة باسم «مؤسسة العائلات الدولية للوقاية من السرطان».
ذاع صيت تشوانغ في اليابان بصفتها المستشارة الطبية للأميرة ولية العهد ميتشيكو والعائلة الإمبراطورية في اليابان. عادت تشوانغ لاحقًا إلى تايوان في عام 1988. نشرت في عام 1993 كتابًا يتحدث حول استراحة المرأة طوال الشهر التالي للولادة (الأمر الذي ينصح به الطب التقليدي الصيني). كان هذا الكتاب أول تجربة لربط الممارسات الطبية التقليدية الصينية لراحة ما بعد الولادة مع الطب الحديث. تابعت تشوانغ مزاولة المهنة حتى الثامن من أيار/ مايو من عام 2009، اجتمعت تشوانغ بعد إعلانها الاعتزال عن العمل مع مجموعة من عدة أفراد في ساحة مدينة تايبي لإجراء تمارينها. توفيت في الرابع من شباط/ فبراير من عام 2015.

## الإرث
صُنِّفَ مكان إقامة وعمل تشوانغ في شارع ديهوا التابع لمنطقة داداوتشينغ في مدينة تايبي كصرح ثقافي تاريخي من قبل الحكومة المحلية للمدينة عام 2009، ثم تحول إلى متحف معروف باسم المتحف 207 في نيسان/ أبريل من عام 2017.